# Partecipanti al BinckBank Tour 2017
Elenco dei partecipanti al BinckBank Tour 2017.
Il BinckBank Tour 2017 fu la tredicesima edizione della corsa. Alla competizione presero parte 22 squadre, le diciotto iscritte all'UCI World Tour 2017 e quattro squadre invitate (la Wanty-Groupe Gobert, la Sport Vlaanderen-Baloise, la Roompot-Nederlandse Loterij e la Veranda's Willems-Crelan, tutte di categoria UCI Professional Continental), ciascuna delle quali composta da otto corridori, per un totale di 176 ciclisti. La corsa partì il 7 agosto da Breda e terminò il 13 agosto a Geraardsbergen.

## Corridori per squadra
Nota: R ritirato, NP non partito, FT fuori tempo, SQ squalificato 
| Quick-Step Floors       | Quick-Step Floors       | Quick-Step Floors       | Team Sky              | Team Sky                  | Team Sky              | Movistar Team               | Movistar Team               | Movistar Team               |
| ----------------------- | ----------------------- | ----------------------- | --------------------- | ------------------------- | --------------------- | --------------------------- | --------------------------- | --------------------------- |
| 1                       | Niki Terpstra           | 56º                     | 81                    | Elia Viviani              | 72º                   | 162                         | Nuno Bico                   | 99º                         |
| 2                       | Dries Devenyns          | 53º                     | 82                    | Jonathan Dibben           | 125º                  | 164                         | Alex Dowsett                | 118º                        |
| 3                       | Marcel Kittel           | R 3ª                    | 83                    | Owain Doull               | 84º                   | 165                         | Imanol Erviti               | 18º                         |
| 4                       | Philippe Gilbert        | 9º                      | 84                    | Tao Geoghegan Hart        | 69º                   | 166                         | Dayer Quintana              | R 7ª                        |
| 5                       | Iljo Keisse             | 79º                     | 85                    | Sebastián Henao           | 89º                   | 167                         | Rory Sutherland             | 76º                         |
| 6                       | Yves Lampaert (Cr.)     | 52º                     | 86                    | Ian Stannard              | 78º                   | 168                         | Jasha Sütterlin             | 11º                         |
| 7                       | Maximiliano Richeze     | 106º                    | 87                    | Danny van Poppel          | 59º                   | 169                         | Winner Anacona              | R 5ª                        |
| 8                       | Petr Vakoč              | 10º                     | 88                    | Łukasz Wiśniowski         | R 4ª                  | 170                         | Gorka Izagirre              | 63º                         |
| D.S.: Wilfried Peeters  | D.S.: Wilfried Peeters  | D.S.: Wilfried Peeters  | D.S.: Servais Knaven  | D.S.: Servais Knaven      | D.S.: Servais Knaven  | D.S.: José Luis Laguía      | D.S.: José Luis Laguía      | D.S.: José Luis Laguía      |
| Lotto-Soudal            | Lotto-Soudal            | Lotto-Soudal            | Cannondale-Drapac     | Cannondale-Drapac         | Cannondale-Drapac     | AG2R La Mondiale            | AG2R La Mondiale            | AG2R La Mondiale            |
| 11                      | Tim Wellens             | 2º                      | 91                    | Sep Vanmarcke             | 12º                   | 171                         | Oliver Naesen (Lin.)        | 5º                          |
| 12                      | Tiesj Benoot            | 28º                     | 92                    | Kristjan Koren            | R 4ª                  | 172                         | Gediminas Bagdonas          | 62º                         |
| 13                      | Jasper de Buyst         | 101º                    | 93                    | Sebastian Langeveld       | NP 5ª                 | 173                         | Jan Bakelants               | 14º                         |
| 14                      | Tony Gallopin           | R 5ª                    | 94                    | Ryan Mullen (Lin. e Cr.)  | R 7ª                  | 174                         | Rudy Barbier                | R 7ª                        |
| 15                      | André Greipel           | R 7ª                    | 95                    | Tom-Jelte Slagter         | R 6ª                  | 175                         | Julien Duval                | R 7ª                        |
| 16                      | Nikolas Maes            | 105º                    | 96                    | Tom Van Asbroeck          | 55º                   | 176                         | Alexis Gougeard             | R 7ª                        |
| 17                      | Marcel Sieberg          | 115º                    | 97                    | Dylan van Baarle          | 35º                   | 177                         | Hugo Houle                  | 24º                         |
| 18                      | Jelle Vanendert         | R 7ª                    | 98                    | Wouter Wippert            | R 6ª                  | 178                         | Quentin Jauregui            | 74º                         |
| D.S.: Herman Frison     | D.S.: Herman Frison     | D.S.: Herman Frison     | D.S.: Andreas Klier   | D.S.: Andreas Klier       | D.S.: Andreas Klier   | D.S.: Artūras Kasputis      | D.S.: Artūras Kasputis      | D.S.: Artūras Kasputis      |
| BMC Racing Team         | BMC Racing Team         | BMC Racing Team         | Orica-Scott           | Orica-Scott               | Orica-Scott           | Sport Vlaanderen-Baloise    | Sport Vlaanderen-Baloise    | Sport Vlaanderen-Baloise    |
| 21                      | Greg Van Avermaet       | 4º                      | 101                   | Jens Keukeleire           | 13º                   | 181                         | Piet Allegaert              | 93º                         |
| 22                      | Jempy Drucker           | 64º                     | 102                   | Mitchell Docker           | 70º                   | 182                         | Benjamin Declercq           | R 4ª                        |
| 23                      | Stefan Küng (Cr.)       | 22º                     | 103                   | Alexander Edmondson       | 43º                   | 183                         | Edward Planckaert           | 96º                         |
| 24                      | Manuel Quinziato        | 112º                    | 104                   | Michael Hepburn           | 117º                  | 184                         | Jonas Rickaert              | 82º                         |
| 25                      | Miles Scotson (Lin.)    | R 5ª                    | 106                   | Simon Gerrans             | 71º                   | 185                         | Stijn Steels                | 104º                        |
| 26                      | Nathan Van Hooydonck    | 102º                    | 107                   | Roger Kluge               | 107º                  | 186                         | Dries Van Gestel            | 44º                         |
| 27                      | Michael Schär           | 85º                     | 108                   | Magnus Cort Nielsen       | R 6ª                  | 187                         | Preben Van Hecke            | 91º                         |
| 28                      | Loïc Vliegen            | 21º                     | 109                   | Sam Bewley                | NP 6ª                 | 188                         | Bert Van Lerberghe          | 80º                         |
| D.S.: Fabio Baldato     | D.S.: Fabio Baldato     | D.S.: Fabio Baldato     | D.S.: Laurenzo Lapage | D.S.: Laurenzo Lapage     | D.S.: Laurenzo Lapage | D.S.: Luc Colijn            | D.S.: Luc Colijn            | D.S.: Luc Colijn            |
| Team Lotto NL-Jumbo     | Team Lotto NL-Jumbo     | Team Lotto NL-Jumbo     | Team Dimension Data   | Team Dimension Data       | Team Dimension Data   | Roompot-Nederlandse Loterij | Roompot-Nederlandse Loterij | Roompot-Nederlandse Loterij |
| 31                      | Lars Boom               | 8º                      | 111                   | Mark Renshaw              | R 7ª                  | 191                         | Jesper Asselman             | 116º                        |
| 32                      | Dylan Groenewegen       | 77º                     | 112                   | Tyler Farrar              | 120º                  | 192                         | Pim Ligthart                | 19º                         |
| 33                      | Tom Leezer              | R 5ª                    | 113                   | Ryan Gibbons              | 98º                   | 193                         | Elmar Reinders              | 58º                         |
| 34                      | Jos van Emden           | 41º                     | 114                   | R. J. van Rensburg (Lin.) | 27º                   | 194                         | Martijn Tusveld             | R 4ª                        |
| 35                      | Timo Roosen             | 32º                     | 115                   | Kristian Sbaragli         | 40º                   | 195                         | Taco van der Hoorn          | 48º                         |
| 36                      | Bram Tankink            | 88º                     | 116                   | Jay Robert Thomson        | 90º                   | 196                         | Brian van Goethem           | 111º                        |
| 37                      | Gijs Van Hoecke         | 83º                     | 117                   | Scott Thwaites            | 97º                   | 197                         | Coen Vermeltfoort           | NP 6ª                       |
| 38                      | Robert Wagner           | R 5ª                    | 118                   | Johann van Zyl            | R 7ª                  | 198                         | Pieter Weening              | 50º                         |
| D.S.: Jan Boven         | D.S.: Jan Boven         | D.S.: Jan Boven         | D.S.: Roger Hammond   | D.S.: Roger Hammond       | D.S.: Roger Hammond   | D.S.: Erik Breukink         | D.S.: Erik Breukink         | D.S.: Erik Breukink         |
| Team Sunweb             | Team Sunweb             | Team Sunweb             | Bahrain-Merida        | Bahrain-Merida            | Bahrain-Merida        | Wanty-Groupe Gobert         | Wanty-Groupe Gobert         | Wanty-Groupe Gobert         |
| 41                      | Tom Dumoulin            | 1º                      | 121                   | Enrico Gasparotto         | 29º                   | 201                         | Guillaume Van Keirsbulck    | R 5ª                        |
| 42                      | Søren Kragh Andersen    | 16º                     | 122                   | Valerio Agnoli            | R 6ª                  | 202                         | Kenny Dehaes                | 122º                        |
| 43                      | Phil Bauhaus            | 114º                    | 123                   | Yukiya Arashiro           | 46º                   | 203                         | Dion Smith                  | 17º                         |
| 44                      | Roy Curvers             | 94º                     | 124                   | Grega Bole                | 100º                  | 204                         | Mark McNally                | 87º                         |
| 45                      | Chris Hamilton          | 110º                    | 125                   | Iván García Cortina       | R 4ª                  | 205                         | Xandro Meurisse             | 25º                         |
| 46                      | Lennard Hofstede        | 26º                     | 126                   | Jon Ander Insausti        | 66º                   | 206                         | Kevin van Melsen            | 108º                        |
| 47                      | Mike Teunissen          | 23º                     | 127                   | David Per                 | R 6ª                  | 207                         | Frederik Backaert           | 57º                         |
| 48                      | Tom Stamsnijder         | R 5ª                    | 128                   | Luka Pibernik             | 42º                   | 208                         | Pieter Vanspeybrouck        | 109º                        |
| D.S.: Arthur van Dongen | D.S.: Arthur van Dongen | D.S.: Arthur van Dongen | D.S.: Tristan Hoffman | D.S.: Tristan Hoffman     | D.S.: Tristan Hoffman | D.S.: Steven De Neef        | D.S.: Steven De Neef        | D.S.: Steven De Neef        |
| Bora-Hansgrohe          | Bora-Hansgrohe          | Bora-Hansgrohe          | Astana Pro Team       | Astana Pro Team           | Astana Pro Team       | Veranda's Willems-Crelan    | Veranda's Willems-Crelan    | Veranda's Willems-Crelan    |
| 51                      | Peter Sagan (Lin.)      | 7º                      | 131                   | Laurens De Vreese         | 73º                   | 211                         | Wout Van Aert               | 37º                         |
| 52                      | Maciej Bodnar           | 60º                     | 132                   | Oscar Gatto               | 36º                   | 212                         | Stijn Devolder              | 65º                         |
| 53                      | Marcus Burghardt (Lin.) | 39º                     | 133                   | Dmitrij Gruzdev           | 67º                   | 213                         | Huub Duyn                   | 92º                         |
| 54                      | Michal Kolář            | R 7ª                    | 134                   | Arman Kamyšev             | 123º                  | 214                         | Timothy Dupont              | NP 3ª                       |
| 55                      | Christoph Pfingsten     | 45º                     | 135                   | Riccardo Minali           | R 7ª                  | 215                         | Michael Goolaerts           | 113º                        |
| 56                      | Lukas Pöstlberger       | 49º                     | 136                   | Daniil Fominych           | 124º                  | 216                         | Aidis Kruopis               | R 6ª                        |
| 57                      | Andreas Schillinger     | R 7ª                    | 137                   | Ruslan Tileubaev          | R 7ª                  | 217                         | Tim Merlier                 | 103º                        |
| 58                      | Rüdiger Selig           | R 7ª                    | 138                   | Michael Valgren           | 6º                    | 218                         | Sander Coordel              | R 6ª                        |
| D.S.: Enrico Poitschke  | D.S.: Enrico Poitschke  | D.S.: Enrico Poitschke  | D.S.: Lars Michaelsen | D.S.: Lars Michaelsen     | D.S.: Lars Michaelsen | D.S.: Michiel Elijzen       | D.S.: Michiel Elijzen       | D.S.: Michiel Elijzen       |
| Trek-Segafredo          | Trek-Segafredo          | Trek-Segafredo          | UAE Team Emirates     | UAE Team Emirates         | UAE Team Emirates     |                             |                             |                             |
| 61                      | Jasper Stuyven          | 3º                      | 141                   | Andrea Guardini           | 121º                  |                             |                             |                             |
| 62                      | Marco Coledan           | R 7ª                    | 142                   | Simone Consonni           | 95º                   |                             |                             |                             |
| 63                      | Ruben Guerriero         | 31º                     | 143                   | Filippo Ganna             | R 5ª                  |                             |                             |                             |
| 64                      | Mads Pedersen (Lin.)    | 68º                     | 144                   | Marko Kump                | R 7ª                  |                             |                             |                             |
| 65                      | Grégory Rast            | 30º                     | 145                   | Jan Polanc (Cr.)          | R 7ª                  |                             |                             |                             |
| 66                      | Matthias Brändle        | R 7ª                    | 146                   | Ben Swift                 | R 7ª                  |                             |                             |                             |
| 67                      | Edward Theuns           | 15º                     | 147                   | Oliviero Troia            | 86º                   |                             |                             |                             |
| 68                      | Boy van Poppel          | 38º                     | 148                   | Federico Zurlo            | 33º                   |                             |                             |                             |
| D.S.: Dirk Demol        | D.S.: Dirk Demol        | D.S.: Dirk Demol        | D.S.: Daniele Righi   | D.S.: Daniele Righi       | D.S.: Daniele Righi   |                             |                             |                             |
| Team Katusha-Alpecin    | Team Katusha-Alpecin    | Team Katusha-Alpecin    | FDJ                   | FDJ                       | FDJ                   |                             |                             |                             |
| 71                      | Tony Martin (Cr.) (Cr.) | 54º                     | 151                   | Arnaud Démare (Lin.)      | R 5ª                  |                             |                             |                             |
| 72                      | Jenthe Biermans         | 51º                     | 152                   | Mickaël Delage            | R 6ª                  |                             |                             |                             |
| 73                      | Marco Mathis            | 119º                    | 153                   | Jacopo Guarnieri          | R 6ª                  |                             |                             |                             |
| 74                      | Vjačeslav Kuznecov      | 75º                     | 155                   | Matthieu Ladagnous        | 34º                   |                             |                             |                             |
| 75                      | Baptiste Planckaert     | R 3ª                    | 156                   | Marc Sarreau              | 61º                   |                             |                             |                             |
| 76                      | Mads Würtz Schmidt      | 81º                     | 157                   | Benoît Vaugrenard         | R 7ª                  |                             |                             |                             |
| 77                      | Nils Politt             | 20º                     | 158                   | Léo Vincent               | 47º                   |                             |                             |                             |
| 78                      | Rick Zabel              | R 4ª                    | 160                   | Jérémy Roy                | R 6ª                  |                             |                             |                             |
| D.S.: Torsten Schmidt   | D.S.: Torsten Schmidt   | D.S.: Torsten Schmidt   | D.S.: Martial Gayant  | D.S.: Martial Gayant      | D.S.: Martial Gayant  |                             |                             |                             |